# 宮崎章

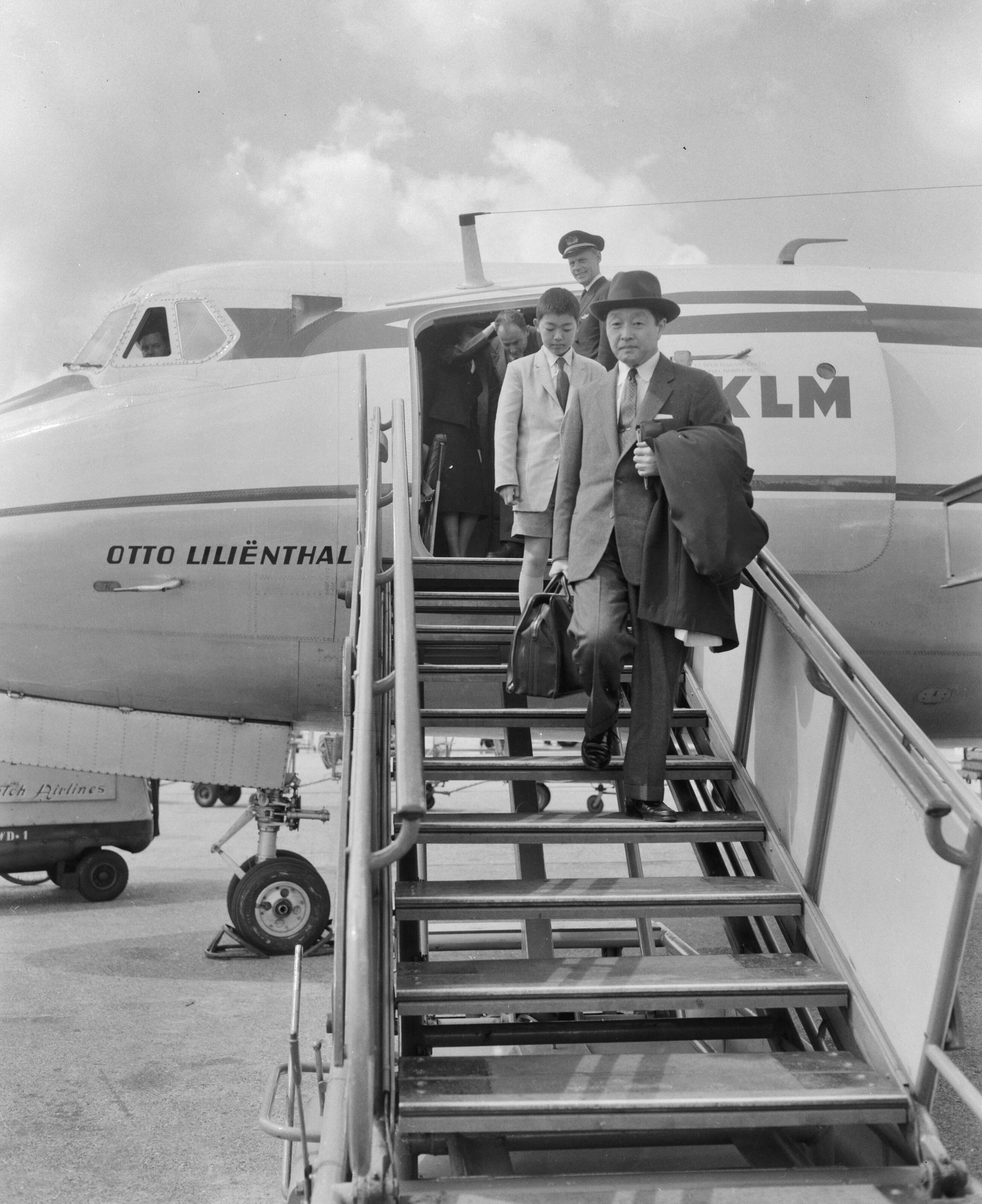
宮崎 章 (1959)

宮崎 章 （みやざき あきら、1905年2月15日 - 1988年8月9日）は、昭和時代の日本の外交官。

## 来歴・人物
愛知県出身。東京帝国大学法学部卒業。1929年外交官試験および高等試験行政科に合格、同年12月外務省入省。英国、米国、中国などの勤務を経て、1943年満州国大使館1等書記官兼新京総領事となる。占領期には終戦連絡名古屋事務局長、終戦連絡東海北陸事務局長を務める。1951年10月政務局情報部長を経て12月に新設の情報文化局長に就任。1952年7月より駐米大使館参事官、54年1月より中華民国（台湾）大使館特命全権公使を歴任後、57年3月国際協力局長に就任。同局が翌58年5月に国際連合局に改編されるに伴い同局長となる。
この間、安全保障理事会における非常任理事国として日本の選出に貢献したほか、国連総会での核実験禁止決議採択に熱意を燃やした。1959年4月オランダ大使に就任。在職中に国連総会代表を兼任。1963年トルコ大使、68年5月より日蘭協会会長。
1969年4月在ローマ日本文化会館長に就任後、73年11月に退官。1988年8月9日死去。

## 栄典
- 1975年（昭和50年）4月29日 - 勲一等瑞宝章[3]